# Angophora costata
Espèce
Classification phylogénétique
Répartition géographique
Angophora costata est une espèce de plantes à fleurs de la famille des Myrtaceae. C'est un arbre forestier commun de l'est de l'Australie. Il est connu sous différents noms, notamment pommier à écorce lisse, gomme rose, pommier rose et gommier rouge de Sydney.

## Description
A. costata diffère de la majorité des "gommiers" en ce qu’il ne s’agit pas d’un vrai Eucalyptus, mais plutôt d’une espèce étroitement apparentée. Contrairement à la majorité des eucalyptus, dont les feuilles adultes sont disposées en alternance le long de la tige, les feuilles de l'angophora se font face. A. costata est un arbre large, large et étalé, d’une hauteur généralement comprise entre 15 et 25 m.  Le tronc est souvent noueux et tordu avec une écorce rose à gris pâle, parfois rouillée.  Dans la nature, les fesses[Quoi ?] des membres cassés forment des bosses calleuses sur le tronc et ajoutent à l'aspect noueux. La vieille écorce est libérée au printemps en gros flocons. La nouvelle écorce rose-saumon devient gris pâle avant la prochaine effusion. 
Angophora costata devient un grand arbre qui se caractérise par une teinte orange ou rose distinctive au tronc quand l'écorce a été récemment remise. La couleur s'estompe avec le temps et prend une teinte grisâtre plus discrète en hiver. Les fleurs blanches se produisent en été.

## Répartition et habitat
On le trouve en Nouvelle-Galles du Sud et dans le Queensland. Il pousse principalement sur des sols de grès, généralement sur des caps, des plateaux ou d'autres zones élevées.

## Taxonomie
Des travaux génétiques récents ont montré que Angophora était davantage apparenté à Eucalyptus que Corymbia et le nom Eucalyptus apocynifolia a été proposé pour cette espèce si elle devait être placée dans le genre Eucalyptus.

## Culture
Angophora costata est grand et n'est adapté que pour les plus grands jardins. 

## Galerie

Images qui montrent des caractéristiques d'Angophora costata
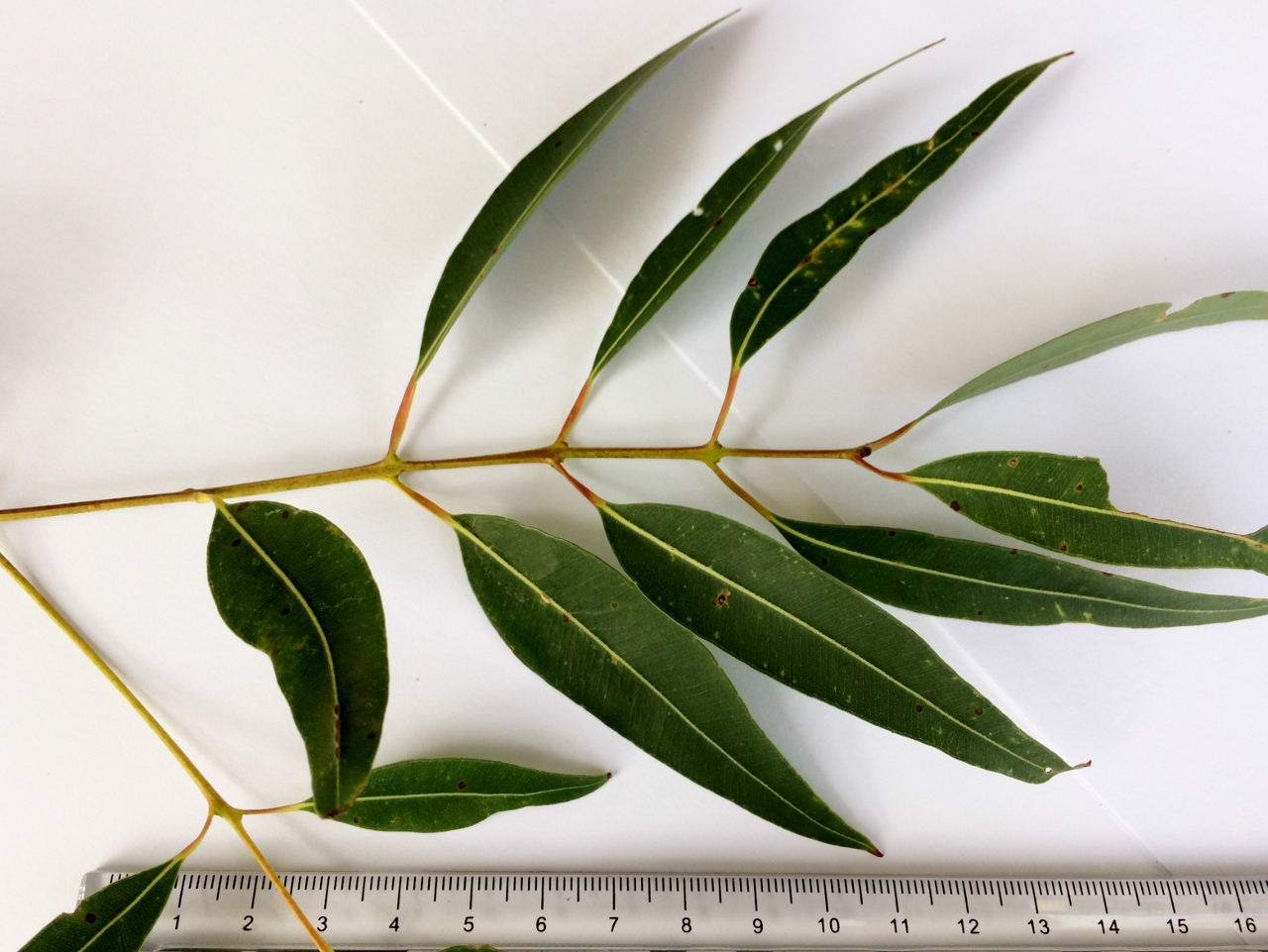
Feuilles adultes.
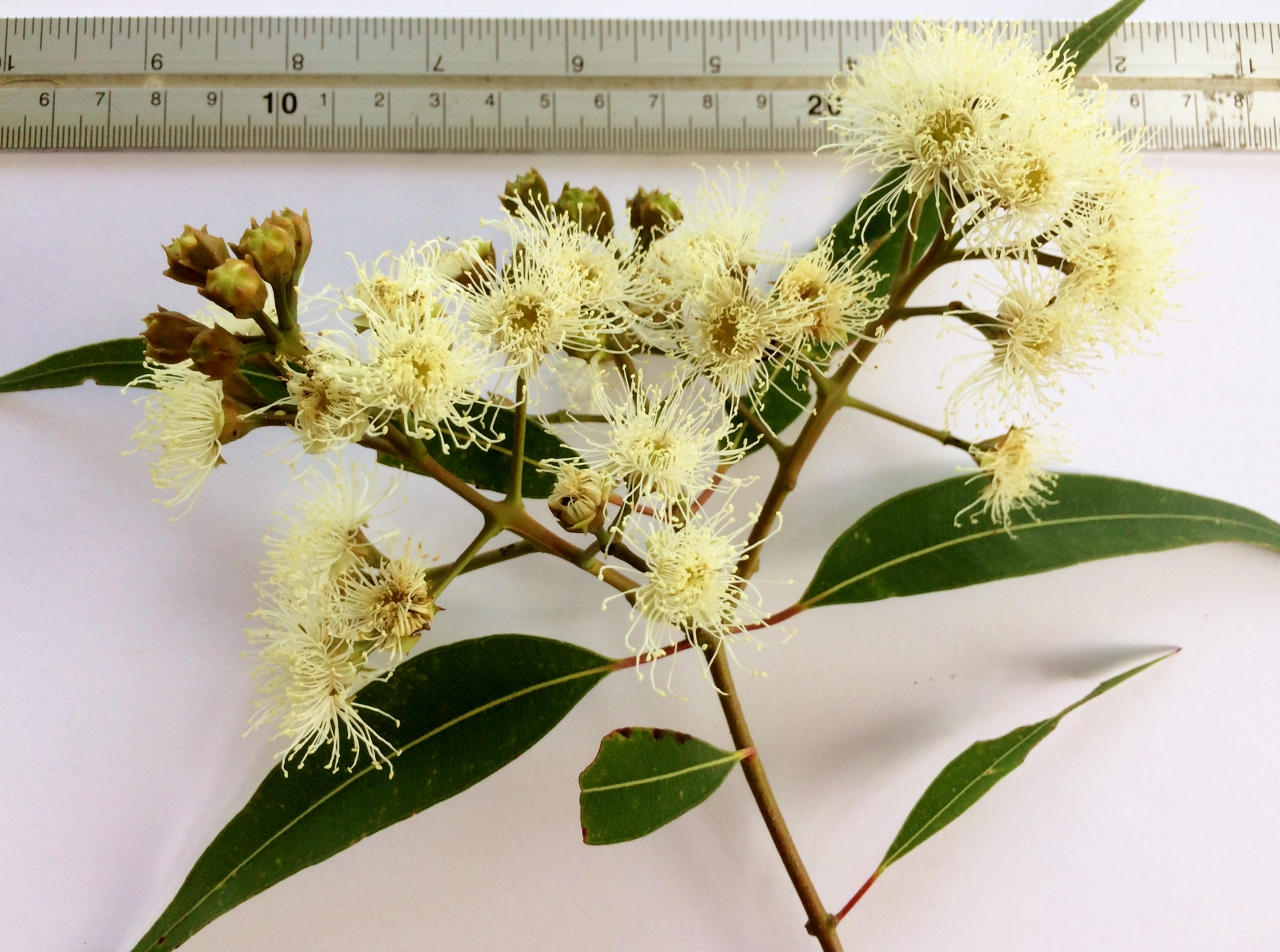
Inflorescence.
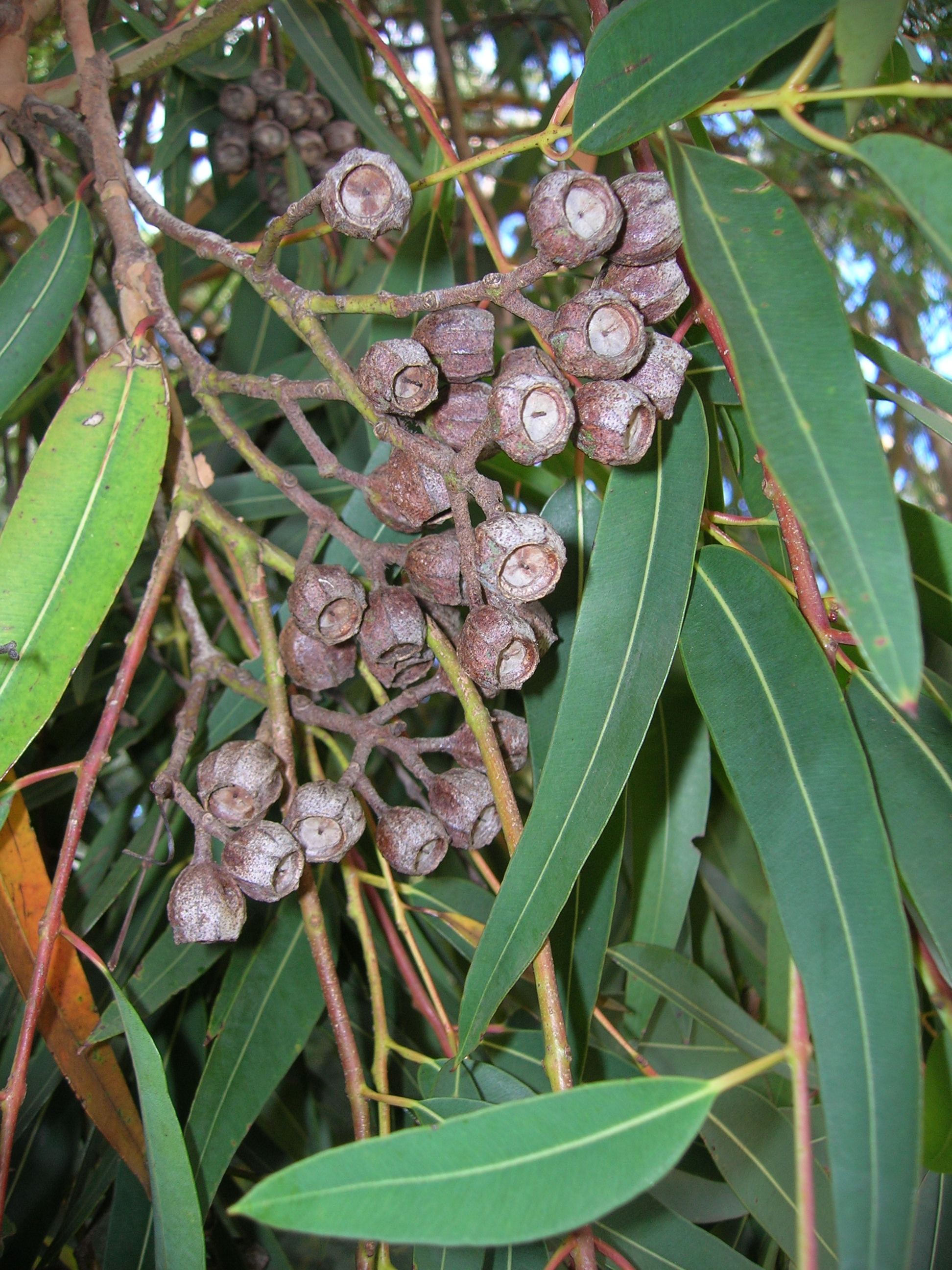
Feuilles, fruits avec des crêtes.
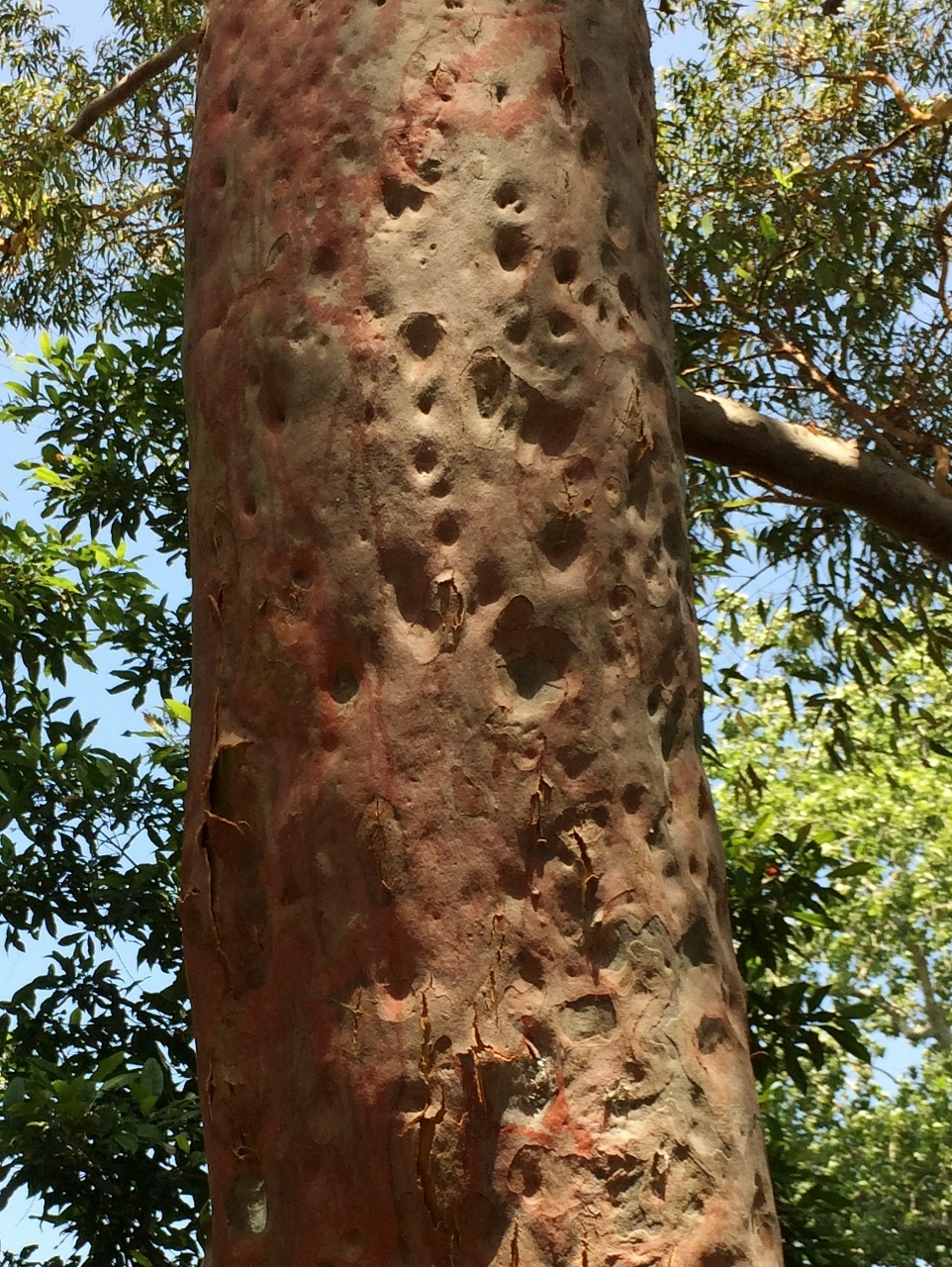
Écorce du tronc.
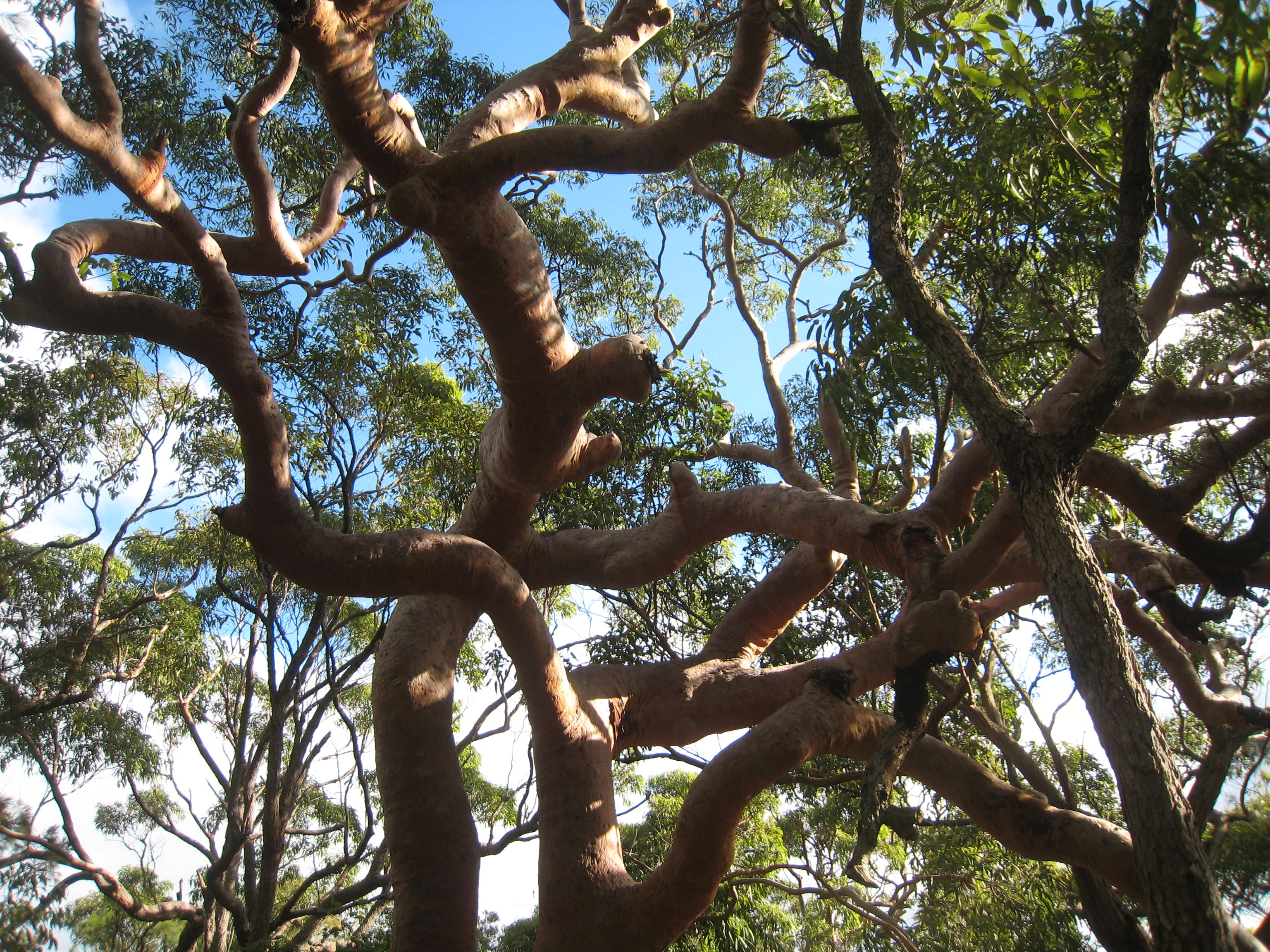
Habitus de l'arbre montrant la torsion des branches.

## Source de la traduction
- (en) Cet article est partiellement ou en totalité issu de l’article de Wikipédia en anglais intitulé « Angophora costata » (voir la liste des auteurs).